# Esercito Democratico Greco
L'Esercito Democratico Greco (Δημοκρατικός Στρατός Ελλάδας, Dimokratikos Stratos Elladas - ΔΣΕ, DSE), è stato l'esercito fondato dal Partito Comunista di Grecia durante la fase finale della guerra civile greca (1946-1949).

## Storia
Dopo l'accordo di Varkiza del febbraio 1945, che aveva portato al disarmo dell'Esercito popolare greco di liberazione (ELAS), i suoi ex-combattenti e simpatizzanti, vennero fatti oggetto di una pesante campagna di vendetta politica da parte delle forze monarchiche e conservatrici, nota come "terrore bianco", che comportò decine di migliaia di arresti e oltre mille morti. Nel congresso generale del febbraio 1946, quello che restava del Fronte di Liberazione Nazionale decise di boicottare le elezioni generali greche previste per marzo e di riprendere la lotta armata contro le forze monarchico-conservatrici che governavano il paese con l'appoggio militare britannico.
L'organizzazione delle forze militari sul campo seguì uno schema in tre fasi. Durante la prima fase (marzo-settembre 1946) vennero formati piccoli gruppi, detti omathes, composti da 7-10 uomini armati con armi da fuoco tradizionali e una piccola scorta di munizioni. Questi gruppi si muovevano rapidamente e univano le loro forze solo prima di un'operazione offensiva. Durante la seconda fase (ottobre 1946 - marzo 1947) i guerriglieri furono organizzati in distaccamenti, detti syngrotimata, composti da 70-100 uomini, ciascuno sotto un comandante e un kapetanios (ufficiale politico). Questi gruppi erano armati di fucili, alcune armi automatiche e una piccola scorta di munizioni. I distaccamenti in ciascuna area erano sotto la supervisione dell'organizzazione del partito di autodifesa regionale, che era responsabile dell'intelligence, dei rifornimenti e delle informazioni. Entro la fine di questo secondo periodo, nei vari complessi montuosi furono organizzati i comandi regionali, detti archighia. Questi archighia avevano un comandante militare, un kapetanios e un ufficiale di logistica. Il 26 ottobre 1946 fu organizzato il Comando Generale (Gheniko Archighio) con Markos Vafiadis come comandante. Sotto il comando generale c'erano i seguenti comandi regionali: Peloponneso, Roumeli, Epiro, Tessaglia, Macedonia centrale e occidentale, Macedonia orientale e Tracia occidentale. Durante il terzo periodo, a partire dalla primavera del 1947, le forze del DSE furono organizzate in brigate (700-1.300 uomini), battaglioni (200-400), compagnie (50-100), plotoni (20-60) e gruppi di battaglia (10-30). L'organizzazione delle brigate in divisioni iniziò nel settembre 1948.
La denominazione di Esercito Democratico della Grecia (Dimokratikós Stratós Elládas o DSE) venne adottata con l'ordine numero 19 del Comando generale, emesso il 27 dicembre 1946.
Il DSE crebbe rapidamente assorbendo gli esiliati di ritorno e i rifugiati dal terrore bianco. L'esercito mantenne la sua attività per tutto l'inverno, facendo irruzione nei villaggi di vaste aree del nord per sequestrare scorte di cibo e acquisire reclute, forzate e volontarie. Da un numero di combattenti armati riportato dalle autorità comuniste di circa 4.000 uomini a settembre 1946, alla fine di dicembre crebbe a quasi 10.000 uomini. Distaccamenti di quadri furono inviati in diverse direzioni per espandersi in varie parti della Grecia Centrale e stabilire forze significative nella Macedonia orientale e nell'Epiro settentrionale. Un folto gruppo si unì dalla Bulgaria per iniziare le attività in Tracia. Verso la fine dell'anno sembrano esserci state diverse centinaia di guerriglieri di origine locale operanti nel Peloponneso e poco dopo vi furono militanti anche in Beozia, Eubea e Creta.